# Erich Koschik
Erich Koschik, né le 3 janvier 1913 et mort le 21 juillet 1985, est un céiste allemand pratiquant la course en ligne.

## Palmarès

### Jeux olympiques (course en ligne)
- 1936 à Berlin
  -  Médaille de bronze en C-1 1 000 m [1]